# جورج ليخ
جورج ليخ (بالفرنسية: Georges Lech)‏ هو لاعب كرة قدم فرنسي في مركز الهجوم، ولد في 2 يونيو 1945 في مونتيجني إن جوهيل في فرنسا. شارك مع منتخب فرنسا لكرة القدم. أما مع النوادي، فقد لعب مع ستاد ريمس ونادي سوشو ونادي لانس.

## وصلات خارجية
- جورج ليخ على موقع الاتحاد الأوربي (الإنجليزية)
- جورج ليخ على موقع قاعدة بيانات كرة القدم.إي يو (الإنجليزية)
- جورج ليخ على موقع ناشيونال فوتبول تيمز (الإنجليزية)